# Stefan Dinauer
Stefan Dinauer (* 27. Mai 1963 in Waltenhofen) ist ein ehemaliger deutscher Fußballspieler.

## Karriere
Dinauer begann im Ortsteilverein von Waltenhofen, beim ASV Hegge, mit dem Fußballspielen und wechselte später zum FC Kempten. Aus der Jugend des FC Kempten hervorgegangen, erhielt Dinauer – 20-jährig – die Chance sich beim FC Bayern München durchzusetzen – was ihm in der Saison 1983/84 nicht gelang; er blieb ohne Pflichtspiel.
Er suchte eine neue Herausforderung und fand sie beim Zweitligisten Blau-Weiß 90 Berlin. Für den Verein spielte er sechs Jahre lang (bis 1990) und schaffte mit ihm – zumindest für eine Saison – den Aufstieg in die Bundesliga. In dieser gab er seinen Einstand am 11. Oktober 1986 (10. Spieltag), als er zur zweiten Halbzeit (für Dieter Brefort) bei der 1:3-Niederlage im Auswärtsspiel gegen Fortuna Düsseldorf eingewechselt wurde. Am 29. November und 6. Dezember 1986, an zwei aufeinander folgenden Spieltagen, erzielte er seine einzigen beiden Bundesligatore. Am 16. Spieltag erzielte er das zwischenzeitliche 1:2 bei der 1:3-Heimniederlage gegen den Hamburger SV und am 17. Spieltag sorgte er für den zwischenzeitlichen Ausgleich bei der 1:2-Niederlage beim FC 08 Homburg.
Nach 131 Spielen (davon 17 in der Bundesliga) und 28 Toren (davon 2 in der Bundesliga), zehn Einsätzen im DFB-Pokal-Wettbewerb, in dem er vier Tore erzielte (Profi-Debüt am 1. September 1984 bei der 1:4-Niederlage bei Borussia Mönchengladbach) und dem Gewinn des DFB-Pokals 1984 (ohne Einsatz; mit den Bayern) kehrte er zum FC Kempten zurück, betraut mit den Aufgaben des sportlichen Leiters. Doch er konnte vom Fußball nicht loslassen und absolvierte für den FC Kempten in der Saison 1999/2000 28 Ligaspiele und erzielte acht Tore. Seine letzten 33 Spiele als aktiver Fußballer bestritt er in der Folgesaison, wobei ihm 12 Tore gelangen.

## Erfolge
- Aufstieg in die Bundesliga 1986 (mit Blau-Weiß 90 Berlin)